# خوزه ماری گارسیا
خوزه ماری گارسیا (انگلیسی: José Mari García؛ زادهٔ ۱۰ فوریهٔ ۱۹۷۱) معروف به خوزه ماری، بازیکن سابق فوتبال اهل اسپانیا است که به عنوان هافبک بازی می‌کرد و دستیار مدیر فعلی در باشگاه فوتبال اکسترمادورا می‌باشد. او در طول ده فصل در لالیگا هشت گل به ثمر رساند، در حالی که در این بازه زمانی در ۱۵۸ بازی با اوساسونا، بارسلونا،  رئال بتیس و اتلتیک بیلبائو به میدان رفت.
وی همچنین در تیم‌های ملی فوتبال زیر ۱۹ سال اسپانیا، و زیر ۲۰ سال اسپانیا بازی کرده‌است.